# Bal Thackeray

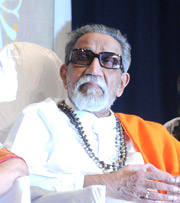
Bal Thackeray (2012)

Bal Keshav Thackeray (Marathi बाळ केशव ठाकरे Bāḷ Keśav Ṭhākare [ˈbaːɭ ˈʈʰakəre]; * 23. Januar 1926 in Pune; † 17. November 2012 in Mumbai) war ein indischer Politiker. Er gründete 1966 die Shiv Sena, eine radikale hindu-nationalistische Partei, die vor allem im Bundesstaat Maharashtra aktiv ist, und führte sie bis zu seinem Tod.

## Leben
In jungen Jahren war Thackeray als Karikaturist bei der englischsprachigen Tageszeitung Free Press Journal tätig.  1960 gründete er gemeinsam mit seinem Bruder das Journal Marmik. Thackeray war  Vorsitzender der indischen Partei Shiv Sena, die er am 19. Juni 1966 gründete. Als hinduistischer Nationalist wandte er sich insbesondere gegen jede Form des islamischen Einflusses im Bundesstaat Maharashtra und insbesondere in Mumbai. Thackeray war mit Mina Thackeray verheiratet und hatte drei Kinder. Er lebte mit seiner Familie in Mumbai. Thackeray war ein bekennender Bewunderer Adolf Hitlers.